# Tuberocephalus misakurae
Tuberocephalus misakurae är en insektsart som beskrevs av Moritsu och Hamasaki 1983. Tuberocephalus misakurae ingår i släktet Tuberocephalus och familjen långrörsbladlöss. Inga underarter finns listade i Catalogue of Life.